# Alloniscus mirabilis
Alloniscus mirabilis är en kräftdjursart som först beskrevs av Anton Julius Stuxberg 1875.  Alloniscus mirabilis ingår i släktet Alloniscus och familjen Alloniscidae. Inga underarter finns listade i Catalogue of Life.